# Cours privé
Pour plus de détails, voir Fiche technique et Distribution.
Cours privé est un film dramatique français réalisé par Pierre Granier-Deferre, sorti en 1986.

## Synopsis
Jeanne Kern enseigne l'histoire dans un cours privé mixte. Volontiers provocante, elle n'ignore pas l'effet qu'elle produit sur les hommes. Les lycéens, surtout mademoiselle Zanon qui vient d'arriver dans l'établissement, les collègues et même le directeur, Bruno Ketti, sont sous le charme. Ce dernier éprouve même pour la jeune femme une passion déraisonnée. Un jour, une lettre anonyme, dénonçant les mœurs lesbiennes de Jeanne, parvient sur le bureau de Ketti. Les missives se succèdent, bientôt suivies de photos compromettantes de parties fines, adressées au directeur, aux enseignants et aux parents d'élèves. Sur les clichés, le visage de l'une des jeunes femmes nues a été découpé, et tout laisse penser que l'inconnue n'est autre que Jeanne. Celle-ci se trouve alors au centre de toutes les attentions et doit affronter le scandale. Dans une situation inconfortable, entre les rapprochements insistants de Ketti, les railleries des élèves et les plaintes des parents, elle gagne la sympathie du professeur de mathématiques, Laurent.

## Fiche technique
- Réalisateur : Pierre Granier-Deferre, assisté de Dominique Brunner et Bruno Chiche
- Scénario : Jean-Marc Roberts, Pierre Granier-Deferre et Christopher Frank
- Photographie : Robert Fraisse
- Musique : Philippe Sarde
- Montage : Jean Ravel
- Pays d'origine :  France
- Langue originale : français
- Durée : 95 minutes
- Genre : drame
- Dates de sortie :
  - France : 12 novembre 1986
  - Belgique : 25 mai 1987

## Distribution
- Élizabeth Bourgine : Jeanne Kern
- Michel Aumont : Bruno Ketti
- Xavier Deluc : Laurent
- Sylvia Zerbib : Patricia
- Emmanuelle Seigner : Zanon
- Lucienne Hamon : Mme Ketti
- Pierre Vernier : Philippe
- Rosine Rochette : Brigitte
- Jacques Boudet : Bonnier
- André Chaumeau : Redon
- Dominique Zardi : l'appariteur
- Valli Eshler : la directrice d'école
- Martine Ferrière : le professeur remplaçant
- Sandrine Kiberlain : une élève
- Laura Favali : une élève
- Guillaume de Tonquédec
- Airy Routier

## À noter
- Dans la bande-son du film, on entend à plusieurs reprises le tube The Ballad of Lucy Jordan de Marianne Faithfull sorti en 1979.